# Ковальський провулок (Київ)
Кова́льський прову́лок — провулок у Солом'янському районі міста Києва, місцевості Казенні дачі, Шулявка. Пролягає від вулиці Сім'ї Бродських до Борщагівської вулиці.
Прилучаються вулиці Михайла Брайчевського та Олекси Тихого.

## Історія
Прокладений у другій половині 1930-х років, спочатку сполучав сучасні вулиці Сім'ї Бродських та Михайла Брайчевського. Сучасного вигляду та довжини набув вже в 1950-ті роки, а в 1980-х роках до провулка було приєднано початкову частину Ставищенського провулка, решту частину якого тоді ж було ліквідовано.